# Meore Akvaga
Meore Akvaga (en georgiano: მეორე აკვაღა) o Akuagba II (en abjasio: Акьуагьа II) es una aldea que pertenece a la parcialmente reconocida República de Abjasia, dentro del distrito de Gali, aunque de iure es parte del municipio de Gali de la República Autónoma de Abjasia de Georgia.

## Geografía
Meore Akvaga se sitúa en las laderas de la montaña de Satanyo, a 7 km de Gali. Las aldea se administra desde el pueblo de Chuburjinyi.  